# Microsoft Office 2000
Microsoft Office 2000 – wersja pakietu biurowego Microsoft Office, przygotowywana jako następca pakietu Microsoft Office 97. Został wydany 7 czerwca 1999, polska wersja została wydana 9 września 1999. Następcą Office 2000 jest Microsoft Office XP. Najbardziej rozbudowaną polską edycją Office 2000 była wersja Premium, której uzupełnieniem była oddzielnie dostępna polska edycja Microsoft Project 2000. Office 2000 RTM to ostatnie wydanie Office pozbawione aktywacji, a SR-1 to pierwsze wydanie wymagające aktywacji. Wsparcie techniczne dla Microsoft Office 2000 zostało zakończone 14 lipca 2009.

## Wersje pakietu
Pakiet dostępny był w 5 różnych wersjach:
| Program                 | Standard | Small Business | Professional | Premium | Developer |
| ----------------------- | -------- | -------------- | ------------ | ------- | --------- |
| Word 2000               | Tak      | Tak            | Tak          | Tak     | Tak       |
| Excel 2000              | Tak      | Tak            | Tak          | Tak     | Tak       |
| Outlook 2000            | Tak      | Tak            | Tak          | Tak     | Tak       |
| PowerPoint 2000         | Tak      | Nie            | Tak          | Tak     | Tak       |
| Publisher 2000          | Nie      | Tak            | Tak          | Tak     | Tak       |
| Small Business Tools    | Nie      | Tak            | Tak          | Tak     | Tak       |
| Access 2000             | Nie      | Nie            | Tak          | Tak     | Tak       |
| FrontPage 2000          | Nie      | Nie            | Nie          | Tak     | Tak       |
| PhotoDraw 2000          | Nie      | Nie            | Nie          | Tak     | Tak       |
| Developer Tools and SDK | Nie      | Nie            | Nie          | Nie     | Tak       |
| Visio 2000              | Nie      | Nie            | Nie          | Nie     | Nie       |
| Project 2000            | Nie      | Nie            | Nie          | Nie     | Nie       |
| MapPoint 2000/2001      | Nie      | Nie            | Nie          | Nie     | Nie       |
| Vizact 2000             | Nie      | Nie            | Nie          | Nie     | Nie       |

Microsoft Office 2000 Personal był przeznaczony wyłącznie na rynek japoński, zawierał Word 2000, Excel 2000 i Outlook 2000.

## Wymagania systemowe
|                       | Minimalne | Zalecane |
| Microsoft Windows     | | |
| System operacyjny     | Windows 95, Windows 98, Windows Me, Windows NT 4.0 SP3, Windows 2000, Windows XP, Windows Vista | Windows 95, Windows 98, Windows Me, Windows NT 4.0 SP3, Windows 2000, Windows XP, Windows Vista |
| Procesor (CPU)        | Intel Pentium 75 MHz, Intel Pentium 166 MHz lub lepszy dla PhotoDraw | Intel Pentium 75 MHz, Intel Pentium 166 MHz lub lepszy dla PhotoDraw |
| Pamięć (RAM)          | 16 MB (Windows 95, Windows 98, Windows Me) 32 MB (Windows NT 4.0 SP3, Windows 2000, Windows XP, Windows Vista) Dodatkowe 4 MB na każdą aplikację Office uruchomioną jednocześnie (8 MB dla Access, FrontPage lub Outlook; 16 MB dla PhotoDraw) | 16 MB (Windows 95, Windows 98, Windows Me) 32 MB (Windows NT 4.0 SP3, Windows 2000, Windows XP, Windows Vista) Dodatkowe 4 MB na każdą aplikację Office uruchomioną jednocześnie (8 MB dla Access, FrontPage lub Outlook; 16 MB dla PhotoDraw) |
| Dysk twardy           | 189 MB (Standard) 360 MB (Small Business) 391 MB (Professional) 526 MB (Premium) 871 MB (Developer) | 189 MB (Standard) 360 MB (Small Business) 391 MB (Professional) 526 MB (Premium) 871 MB (Developer) |
| Media                 | Potrzeba napędu CD-ROM lub DVD-ROM do zainstalowania Office 2000 z nośników optycznych. | Potrzeba napędu CD-ROM lub DVD-ROM do zainstalowania Office 2000 z nośników optycznych. |
| Karta Graficzna       | 640x480 (VGA) | 800×600 (SVGA) z 256 kolorami |
| Karta dźwiękowa       | Do efektów multimedialnych wymagane jest urządzenie wyjściowe audio | Do efektów multimedialnych wymagane jest urządzenie wyjściowe audio |
| Sieć                  | Niektóre zaawansowane funkcje współpracy w programie Outlook wymagają programu Exchange Server Dostęp do Internetu jest wymagany do funkcji online                                                                                             | Niektóre zaawansowane funkcje współpracy w programie Outlook wymagają programu Exchange Server Dostęp do Internetu jest wymagany do funkcji online                                                                                             |
| Urządzenia wskazujące | Mysz i klawiatura | Mysz i klawiatura |